# Les Vignes
Les Vignes – miejscowość i dawna gmina we Francji, w regionie Oksytania, w departamencie Lozère. W 2013 roku populacja gminy wynosiła 108 mieszkańców. Przez miejscowość przepływa rzeka Tarn (rzeka). 
W dniu 1 stycznia 2017 roku z połączenia pięciu ówczesnych gmin – Le Massegros, Le Recoux, Saint-Georges-de-Lévéjac, Saint-Rome-de-Dolan oraz Les Vignes – utworzono nową gminę Massegros-Causses-Gorges. Siedzibą gminy została miejscowość Le Massegros. 